# Camellia hienoyuki
Camellia hienoyuki är en tvåhjärtbladig växtart som beskrevs av Hiroe. Camellia hienoyuki ingår i släktet Camellia och familjen Theaceae. Inga underarter finns listade i Catalogue of Life.